# Château d'Aubaigues
Le château d'Aubaigues est un édifice construit probablement au XVIIe siècle sur des bases beaucoup plus anciennes, sans doute du XIIe siècle.
Ce monument recensé par l'Inventaire général du patrimoine culturel est situé à Saint-Étienne-de-Gourgas, dans le département de l'Hérault.

## Historique
Le castrum d'Aubaigues, du latin Alba acqua, « eau blanche », est mentionné dès le XIIe siècle dans le cartulaire des évêques de Lodève.
En 1140, le chevalier Bérenger (ou Béranger) d'Aubaigues est cité comme vassal et viguier de l'évêque Pierre Ier de Raymond. Il lui rend hommage en ces termes : « Moi, Béranger, fils d'Alixende, je ne te tromperai pas, toi, Pierre, évêque de Lodève, fils de Marie, au sujet du château d'Aubaigues et de la tour et de tout ce qui appartient à ce château. »
L'édifice actuel date vraisemblablement du XVIIe siècle et repose sur des bases plus anciennes, peut-être du XIVe siècle. L'appareil de grès et pierre de taille s'élève sur deux étages avec un escalier de distribution extérieur. Le château est coiffé d'un toit à long pan de tuiles creuses.

## Situation légale
Le château d'Aubaigues est une propriété privée. Il fait l'objet d'un recensement à l'Inventaire général du patrimoine culturel.